# Тафсир ат-Табари
Тафси́р ат-Табари́ (араб. تفسير الطبري‎) или Джами аль-баян ’ан ай аль-Куран (араб. جامع البيان عن تأويل آي القرآن‎) — тафсир (богословский комментарий) к Корану Абу Джафара ибн Джарира ат-Табари (839—923). Тафсир ат-Табари является самым авторитетным и известным толкованием к Корану, а также самым продаваемым.
Тафсир ат-Табари многими мусульманскими богословами считается самым лучшим комментарием к Корану. Шейхуль-Ислам Ан-Навави пишет об Ибн Джарире: «У него есть известная книга по истории и тафсир, равного которому ещё никто не написал…». Такого же мнения о нём Джалалуддин ас-Суюти: «…Тафсир имама Абу Джафара ибн Джарира ат-Табари, о котором уважаемые учёные сошлись на том, что не было написано тафсира подобного ему». Ибн Хузайма сказал: «Я прочел его от начала до конца, и я не знаю человека на земле более знающего чем ибн Джабир.»
Саманидский эмир Мансур I ибн Нух, правивший в Хорасане в 961—976 годах, попросил у улемов фетву (юридическое заключение) по поводу допустимости перевода Корана на персидский язык. Учёные подтвердили, что писать и читать перевод Корана на персидском допустимо для тех, кто не владеет арабским языком, и Мансур приказал группе улемов из Мавераннахра и Хорасана перевести «Тафсир» ат-Табари. Этот перевод дошёл до наших дней и несколько раз публиковался в Иране.